# Petalacmis praeclarus
Petalacmis praeclarus is een keversoort uit de familie glimwormen (Lampyridae). De wetenschappelijke naam van de soort werd voor het eerst geldig gepubliceerd in 1908 door E.Olivier.